# Pedernales (Venezuela)
Pedernales is een gemeente in de Venezolaanse staat Delta Amacuro. De gemeente telt 7900 inwoners. De hoofdplaats is Pedernales, een stadje met 5300 inwoners.
De gemeente wordt vertegenwoordigd door een van de sterren op de vlag van Delta Amacuro.